# Savary Island
Savary Island ist eine Insel im nördlichen Teil der Strait of Georgia, am Eingang zum Desolation Sound, zwischen Vancouver Island und dem kanadischen Festland, mit der Malaspina-Halbinsel. Die Insel gehört zu den Discovery Islands und liegt im qathet Regional District. Sie erstreckt sich in Ost-West-Richtung und ist einen knappen Kilometer breit sowie 8 Kilometer lang. Rund 90 Menschen bewohnen die Insel dauerhaft, während im Sommer etwa 2.000 auf der Insel wohnen. Einen Siedlungsschwerpunkt gibt es auf der Insel nicht. Die Besiedlung erstreckt sich über die gesamte Insel, nur im mittleren Teil ist diese etwas dünner.
Die Insel besitzt ausgedehnte Dünen und Sandstrände. Sie wird häufig als „B.C.'s tropical island“ (British Columbias tropische Insel) bezeichnet, weil sie in dieser Region seltene Sandstrände, ein mildes Klima und vergleichsweise niedrige Regenmengen aufweist.

## Geographie und Klima
Gletscher des Pleistozäns haben die Landschaft geformt, ihre Ablagerungen bilden den Untergrund, während Felsen nur an wenigen Stellen, wie am Mace Point, zutage treten. Dabei ändern die rauen Witterungsbedingungen ständig die Form der Insel, die sich mit etwa 140 cm pro Jahr nordwestwärts bewegt.
Trotz des Regenschattens, den die Vancouver-Insel bietet, erhält Savary Island mehr als 1.000 mm Regen pro Jahr. Die einzige Süßwasserquelle befindet sich am Indian Point.

## Flora und Fauna
Douglasien, Western Hemlock (Tsuga heterophylla), Riesen-Lebensbaum, Küsten-Kiefer, Küsten-Tanne, Alnus rubra, Oregon-Ahorn und Pacific Madrone (Arbutus menziesii) prägen das Landschaftsbild. Angeblich befindet sich eines der höchsten Arbutus-Exemplare auf der Insel. Einige Garry-Eichen finden sich an der Ostseite, womit sie eines der nördlichsten Vorkommen dieser nur im Westen Amerikas vorkommenden Eichenart darstellen.
Shallon-Scheinbeere (Salal), Vaccinium parvifolium (Red Huckleberry), eine Heidelbeerart, genauso wie Vaccinium ovatum (Evergreen Huckleberry) und Blut-Johannisbeere kennzeichnen das offene Gelände, in dem allerdings nach und nach nicht-heimische Arten vordringen.
Weißkopfseeadler, Eulen, Eisvögel, verschiedene Schwalbenarten, Seemöwen, Schnepfen und Reiher, dazu Säugetiere (Maultierhirsch, Nerz, Robben, Fledermäuse), und Reptilien (Strumpfbandnattern) sind noch recht zahlreich. Waschbären gibt es nicht, so dass Vogelarten, die am Boden brüten, hier existieren können. Nerze sind die einzigen Räuber auf der Insel.

## Geschichte
Ab etwa 2000 v. Chr. lässt sich die Anwesenheit von Küsten-Salish nachweisen. Sie nannten diese Insel „Áyhus“, „doppelköpfige Schlange“. Sie gehörte zum Gebiet der Sliammon. Muschelhügel (shell middens), u. a. bei Indian Springs, dazu ein Lager oder Dorf in einer Bucht, sowie Signalhügel ließen sich dokumentieren. Die in den 60er Jahren gefundenen menschlichen Überreste wurden vom Laboratory of Archaeology der University of British Columbia an die Sliammon zurückgegeben und im Juni 2006 beigesetzt.
Die mündliche Tradition der Sliammon weiß von der Versenkung eines spanischen Schiffs, möglicherweise im 17. Jahrhundert, doch sicher fassbar sind diese Kontakte erst, seit 1791 José María Narváez mit seinem Schiff, der Santa Saturnina, Texada Island umfuhr, um die Gegend zu kartographieren. Dabei registrierte er auch die Einfahrt zum Desolation Sound. Doch ist unklar, ob der Spanier bis Savary Island segelte. Erst im folgenden Jahr kamen die Schiffe Mexicana und Sutil unter Dionisio Alcalá Galiano sowie die Discovery und die Chatham unter George Vancouver zu der Insel. Letzterer nannte die Insel am 25. Juni 1792 „Savary's Island“. Lieutenant Peter Puget, nach dem der Puget Sound benannt wurde, und Joseph Whitby landeten am 1. Juli auf der Insel.
Die britische Kolonialregierung teilte die Insel mit ihren 1111 Acre Fläche in fünf District lots auf, die der Siedlungsvorbereitung dienten: DL 1372 (Green’s Point, 160 Acre), DL 1373 (Savary Shores, '151' Acre), DL 1375 (Nature Trust, 317 Acre) and DL 1376 (Indian Point, 316 Acre).
Jack Green gilt als erster dauerhafter Siedler (um 1886). Nach ihm hieß lange Zeit Mace Point einfach Green Point. Während eines Raubüberfalls auf seinen Laden kam er 1893 ums Leben. Lynn vom Lan-Valley-Clan, ein Mann von der Flying Dutchman, war sein Mörder. Er wurde nach langer Verfolgungsjagd gestellt und hingerichtet.
Seit 1910 wurde Savary Island in 1441 Siedlungsstellen (lots) aufgeteilt, später sogar 1750, auf einer Fläche von nur 750 Acre. Diese lots wurden zu extrem niedrigen Preisen verkauft und sind heute im Besitz zahlreicher Erben. Würden diese ihre Besitzansprüche geltend machen, würden die Versorgung, die Infrastruktur und die Biotope der Insel sofort zusammenbrechen. Ein Problem, das fast ein Jahrhundert später virulent werden sollte.
1914 entstand das erste Hotel, The Savary, in der Nähe der Werft aus dem 19. Jahrhundert. Doch brannte dieses Hotel 1932 nieder. Am anderen Ende der Insel, am Indian Point, entstand durch George Ashworth, der als einer der ersten die Parzellierung betrieben hatte, das Royal Savary Hotel, das 1982 seine Pforten schloss. Ashworth betrieb zudem den Bau der ersten Straße, der Savary Island Road, die 1926 bis 1927 entstand. 1928 eröffnete das Hotel, die Union Steamship Lines brachten die ersten Touristen, bis 1954 die Sunshine Coast von Fähren angefahren wurde, was privaten Schiffsausflügen ein Ende bereitete. Zwei der drei Autos auf der Insel gehörten dem Hotel, das erste Auto, ein Fort T, hatte dem Straßenbau gedient. Ende der 1940er Jahre stellten die Union Steamships ihren Dienst ein, in den 1950er Jahren auch die Gulf Steamship Line. Kurzzeitig verkehrte noch eine kleine Fluglinie, doch inzwischen fliegen nur noch private Wasserflugzeuge zur Insel. Dies mag auch damit zusammenhängen, dass mehrere Schiffe sanken, wie die Capilano 1915, dazu kamen mehrere Havarien, wie die am Dinner Rock von 1947, sowie mehrere Flugzeugabstürze.
Als ein US-amerikanisches Unternehmen, die Washingtoner Trillium Corporation, 133 ha unberührten Landes im mittleren Drittel der Insel aufkaufte (District Lot 1375), wehrte sich das Savary Island Committee, die gewählten Repräsentanten der Inselgemeinschaft, gegen die Pläne. Doch der Distrikt unterstützte sie. Das Island Committee war dort allerdings nicht repräsentiert. Unterstützung fanden die Inselbewohner in der 1997 gegründeten Savary Island Land Trust Society (SILT). Ein Gutachten von Kathy Dunster bestätigte die Einmaligkeit des Ökosystems der Küstendünen – und seine Empfindlichkeit, besonders hinsichtlich der Dünenlandschaft mit ihren bis über tausend Jahre alten Arbutus- und Douglasienbeständen.
2002 kauften der Nature Trust of British Columbia, die Provinz und Environment Canada die Hälfte des Trillium-Landes für 4,5 Millionen Dollar. Daraus soll eine ökologische Reserve von 147 ha entstehen. Einige Flächen wurden inzwischen der SILT gestiftet, die 2009 nach eigenen Angaben über 200 Mitglieder hatte.

## Aktuelle Situation

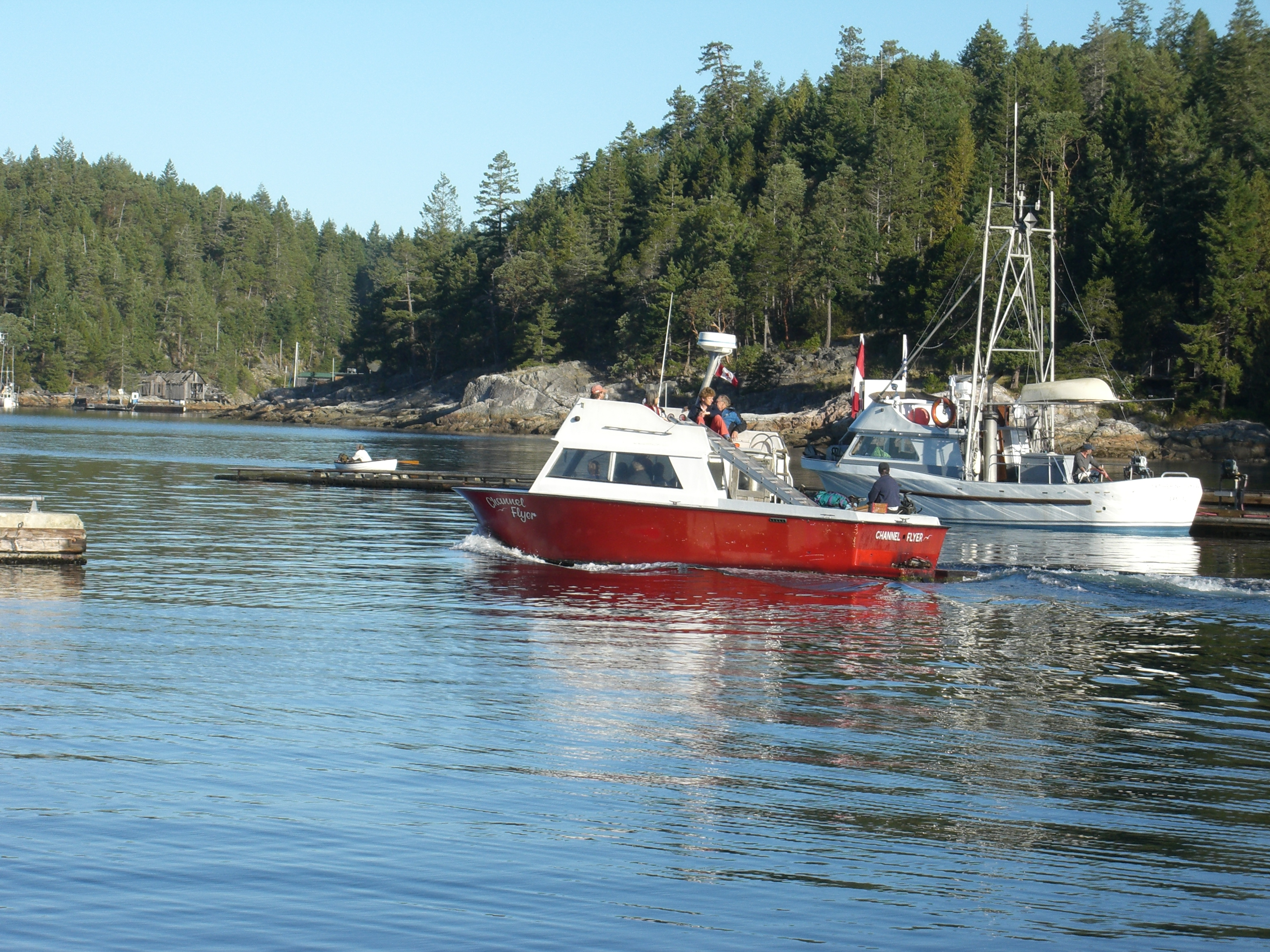
Wassertaxi, das von Lund nach Savary Island verkehrt

Savary Island kam erst spät zum qathet Regional District. Am 22. Februar 2007 nahm dieser Distrikt den Savary Island Official Community Plan an, womit nicht nur der Schutz des Grundwassers und der ländlichen Gesamterscheinung der Insel gewährleistet werden soll, sondern auch der ihres gesamten Ökosystems. Da die öffentlichen Verkehrsmittel immer weniger Dienste leisten, steigt der Bedarf an Autos und damit an Verkehrsflächen, was seit Jahren zu Auseinandersetzungen und der Suche nach Verkehrsalternativen führt.